# Diocesi di Missua
La diocesi di Missua (in latino Dioecesis Missuensis) è una sede soppressa e sede titolare della Chiesa cattolica.

## Storia
Missua, identificabile con Sidi-Daoud nell'odierna Tunisia, è un'antica sede episcopale della provincia romana dell'Africa Proconsolare, suffraganea dell'arcidiocesi di Cartagine.
Sono due i vescovi documentati di Missua. Irondino intervenne al sinodo riunito a Cartagine dal re vandalo Unerico nel 484, in seguito al quale venne esiliato. Servusdei assistette al concilio cartaginese del 525.
Dal 1933 Missua è annoverata tra le sedi vescovili titolari della Chiesa cattolica; dal 23 marzo 2022 il vescovo titolare è Cícero Alves de França, vescovo ausiliare di San Paolo.

## Cronotassi

### Vescovi
- Irondino † (menzionato nel 484)
- Servusdei † (menzionato nel 525)

### Vescovi titolari
- Joseph Adolphe Proulx † (2 gennaio 1965 - 28 aprile 1967 nominato vescovo di Alexandria)
- Giovanni Mariani † (16 ottobre 1967 - 23 gennaio 1991 deceduto)
- Paul Vollmar, S.M. † (4 marzo 1993 - 2 maggio 2021 deceduto)
- Cícero Alves de França, dal 3 marzo 2022